# Discurso de Robert F. Kennedy sobre o assassinato de Martin Luther King Jr.
Em 4 de abril de 1968, o senador dos Estados Unidos Robert F. Kennedy, de Nova Iorque, fez um discurso improvisado algumas horas após o assassinato de Martin Luther King Jr.. Kennedy, que estava em campanha para conseguir a indicação presidencial do Partido Democrata, fez seus comentários enquanto estava em Indianápolis, Indiana, depois de falar em duas universidades de Indiana no início do dia. Antes de embarcar em um avião para participar de comícios de campanha em Indianápolis, ele soube que King havia sido baleado em Memphis, Tennessee. Ao chegar, Kennedy foi informado de que King havia morrido. Seu próprio irmão, John F. Kennedy, foi assassinado em 22 de novembro de 1963. Robert F. Kennedy também seria assassinado dois meses após seu discurso, enquanto fazia campanha pela indicação presidencial no Ambassador Hotel em Los Angeles, Califórnia.
Apesar dos medos de tumultos e preocupações com sua segurança, Kennedy seguiu em frente com os planos de comparecer a um comício na 17th e Broadway, no coração do gueto afro-americano de Indianápolis. Naquela noite, ele se dirigiu à multidão, muitos dos quais não tinham ouvido falar do assassinato de King. Em vez do discurso de campanha empolgante que eles esperavam, Kennedy ofereceu comentários breves e apaixonados pela paz que são considerados um dos grandes discursos públicos da era moderna.

## Mais cedo naquele dia
Durante seus discursos na Universidade de Notre Dame em South Bend e na Universidade Estadual Ball em Muncie, Indiana, Kennedy se concentrou em questões domésticas, a Guerra do Vietnã e o racismo. No Stepan Center da Notre Dame, uma multidão de aproximadamente 5.000 pessoas ouviu Kennedy falar sobre a pobreza na América e a necessidade de empregos com melhor remuneração. Quando questionado sobre projetos de lei, Kennedy os chamou de "injustos e desiguais" e argumentou para acabar com os adiamentos da faculdade com base no fato de que eles discriminavam aqueles que não podiam pagar uma educação universitária. Seu discurso na Ball State foi bem recebido por mais de 9.000 alunos, professores e membros da comunidade. Um estudante afro-americano levantou uma questão para Kennedy que parece quase uma premonição do discurso que viria mais tarde naquela noite após os eventos horríveis do dia. O aluno perguntou: "Seu discurso implica que você está depositando muita fé na América branca. Essa fé é justificada?" Kennedy respondeu "Sim" e acrescentou que "a fé na América negra também é justificada", embora tenha dito que "há extremistas em ambos os lados". Antes de embarcar em um avião para voar para Indianápolis, Kennedy soube que Martin Luther King Jr. havia sido baleado. No avião, Kennedy disse a um repórter "Sabe, isso me entristece... que eu tenha acabado de dizer isso para aquele garoto e depois sair e descobrir que um homem branco acabou de atirar em seu líder espiritual". Kennedy não soube que King estava morto até que seu avião pousou em Indianápolis. De acordo com o repórter John J. Lindsay, Kennedy "pareceu encolher-se como se tivesse sido atingido fisicamente" e colocou as mãos no rosto, dizendo "Oh, Deus. Quando essa violência vai parar?"
Em Indianápolis, a notícia da morte de King causou preocupação entre representantes da campanha de Kennedy e autoridades da cidade, que temiam por sua segurança e pela possibilidade de um motim. Depois de falar com repórteres no aeroporto de Indianápolis, Kennedy cancelou uma parada em sua sede de campanha e continuou até o local do comício, onde uma multidão se reuniu para ouvi-lo falar. Tanto Frank Mankiewicz, assessor de imprensa de Kennedy, quanto o redator de discursos Adam Walinsky redigiram notas imediatamente antes do comício para uso de Kennedy, mas Kennedy recusou as notas de Walinsky, em vez disso, usou algumas que ele provavelmente havia escrito durante a viagem; Mankiewicz chegou depois que Kennedy já havia começado a falar. O chefe de polícia de Indianápolis alertou Kennedy que a polícia não poderia fornecer proteção adequada para o senador se a multidão se revoltasse, mas Kennedy decidiu ir falar com a multidão de qualquer maneira. De pé em um pódio montado em um caminhão plataforma, Kennedy falou por pouco menos de seis minutos.

## Resumo do discurso de Indianápolis
Kennedy começou seu discurso anunciando que King havia sido morto. Ele foi o primeiro a informar publicamente o público sobre o assassinato de King, fazendo com que os membros da audiência gritassem e lamentassem em descrença. Vários assessores de Kennedy estavam preocupados que a entrega desta informação resultasse em um motim. Assim que o público se acalmou, Kennedy falou sobre a ameaça de desilusão e divisão na morte de King e lembrou ao público dos esforços de King para "substituir essa violência, essa mancha de derramamento de sangue que se espalhou por nossa terra, com um esforço para entender com compaixão e amor." Kennedy reconheceu que muitos na audiência ficariam cheios de raiva, especialmente porque se acreditava que o assassino era um homem branco. Ele simpatizou com o público ao se referir ao assassinato de seu irmão, presidente dos Estados Unidos John F. Kennedy, por um homem branco. Os comentários surpreenderam os assessores de Kennedy, que nunca o ouviram falar da morte de seu irmão em público. Citando o antigo dramaturgo grego Ésquilo, que conheceu através da viúva de seu irmão, Jacqueline Kennedy, Kennedy disse: "Mesmo durante o sono, a dor que não podemos esquecer cai gota a gota sobre o coração até que, em nosso próprio desespero, contra nossa vontade, vem a sabedoria através da terrível graça de Deus."
Kennedy então fez um de seus comentários mais lembrados: "O que precisamos nos Estados Unidos não é divisão; o que precisamos nos Estados Unidos não é ódio; o que precisamos nos Estados Unidos não é violência ou ilegalidade, mas amor e sabedoria, compaixão uns pelos outros e um sentimento de justiça para com aqueles que ainda sofrem em nosso país, sejam eles brancos ou negros." Para concluir, Kennedy reiterou sua crença de que o país precisava e queria a unidade entre negros e brancos e encorajou o país a "nos dedicarmos ao que os gregos escreveram há tantos anos: domar a selvageria do homem e tornar suave a vida deste mundo." Ele terminou pedindo aos membros da audiência que orassem "por nosso país e por nosso povo." Em vez de explodir de raiva com as trágicas notícias da morte de King, a multidão explodiu em aplausos e entusiasmo pela segunda vez, antes de se dispersar silenciosamente.

## Posteriormente

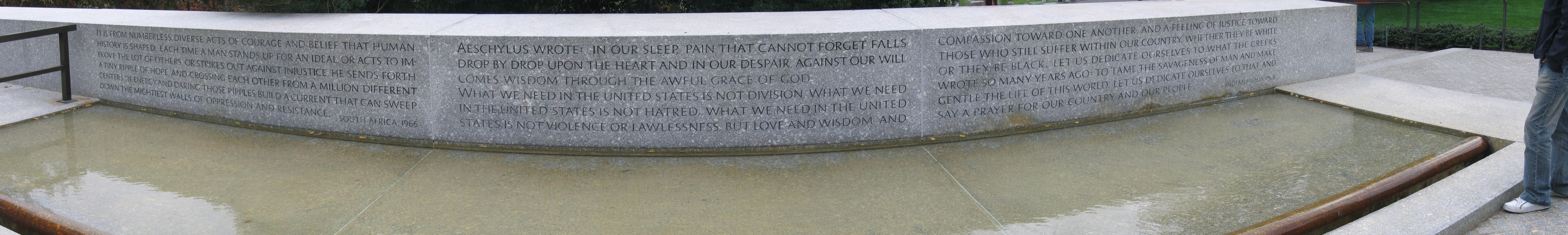
O memorial de RFK no Cemitério Nacional de Arlington incorpora partes do discurso

Apesar do fato de que a multidão para a qual Kennedy falou em Indianápolis foi estimada em apenas 2.500 pessoas, o discurso foi creditado por impulsionar sua imagem no estado de Indiana. Indianápolis permaneceu calma naquela noite, o que se acredita ter sido em parte por causa do discurso. Em forte contraste com Indianápolis, tumultos eclodiram em mais de cem cidades dos EUA, incluindo Chicago, Nova Iorque, Boston, Detroit, Oakland, Pittsburgh e Baltimore, matando 35 e ferindo mais de 2.500. Em todo o país, aproximadamente 70.000 soldados do exército e da Guarda Nacional foram chamados para restaurar a ordem. William Crawford, um membro do Projeto de Ação Radical Negra que estava a cerca de 20 pés de Kennedy, creditou o discurso de Kennedy por não resultar em tumultos. Crawford afirmou a Indianapolis Star em 2015: "Olhe para todas essas outras cidades" e "acredito que teria acontecido assim (em Indianápolis) se Bobby Kennedy não tivesse feito esses comentários".
No dia seguinte, Kennedy deu uma resposta formal e preparada, "Sobre a ameaça irracional da violência", em Cleveland, Ohio. Ela abordou temas aos quais ele havia aludido no discurso de Indianápolis.
Robert F. Kennedy foi assassinado dois meses depois, em 5 de junho, e morreu em 6 de junho de 1968.

## Legado
O discurso em si foi listado como um dos maiores da história americana, classificado em 17º lugar por estudiosos da comunicação em uma pesquisa de discursos americanos do século XX. O ex-congressista dos EUA e apresentador de mídia Joe Scarborough disse que foi o maior discurso de Kennedy e foi o que levou Scarborough a entrar no serviço público. O jornalista Joe Klein o chamou de "política em sua forma mais grandiosa e propósito mais elevado" e disse que "marcou o fim de uma era" antes que a vida política americana fosse assumida por consultores e pesquisadores. Também é recontado no prólogo de seu livro, Politics Lost.
O Landmark for Peace Memorial, instalado em 1995 no Parque Dr. Martin Luther King Jr., perto do local onde o discurso ocorreu em Indianápolis, inclui esculturas de King e Kennedy.
Em 2018, o áudio do discurso foi selecionado pela Biblioteca do Congresso para preservação no Registro Nacional de Gravações por ser "culturalmente, historicamente ou esteticamente significativo".

## Filme
A Ripple of Hope, um documentário sobre o discurso e os eventos que o cercaram, foi produzido pela Covenant Productions na Universidade de Anderson e lançado em 2008. Inclui entrevistas com associados de Kennedy e membros da audiência.
O discurso foi interpretado literalmente por Linus Roache no filme de 2002 RFK.

## Obras citadas
- Murphy, John M. (5 de junho de 2009). «"A time of shame and sorrow": Robert F. Kennedy and the American jeremiad». Quarterly Journal of Speech. 76 (4): 401–414. doi:10.1080/00335639009383933